# Calocosmus
Calocosmus is een kevergeslacht uit de familie van de boktorren (Cerambycidae). De wetenschappelijke naam van het geslacht werd voor het eerst geldig gepubliceerd in 1862 door Chevrolat.

## Soorten
Calocosmus omvat de volgende soorten:
- Calocosmus chevrolati Fisher, 1925
- Calocosmus contortus Lingafelter, 2013
- Calocosmus dimidiatus (Chevrolat, 1838)
- Calocosmus fulvicollis Fisher, 1925
- Calocosmus hispaniolae Fisher, 1925
- Calocosmus janus Bates, 1881
- Calocosmus magnificus Fisher, 1932
- Calocosmus marginipennis Gahan, 1889
- Calocosmus melanurus Gahan, 1889
- Calocosmus nigripennis Chevrolat, 1862
- Calocosmus nigritarsis Fisher, 1942
- Calocosmus nuptus Chevrolat, 1862
- Calocosmus punctatus Lingafelter, 2013
- Calocosmus rawlinsi Lingafelter, 2013
- Calocosmus robustus Lingafelter, 2013
- Calocosmus semimarginatus Bates, 1881
- Calocosmus speciosus Chevrolat, 1862
- Calocosmus thonalmus Lingafelter, 2013
- Calocosmus venustus (Chevrolat, 1838)